# V Dole
Přírodní rezervace V Dole se nachází v údolí Hraničního potoka u Herbortic asi dvanáct kilometrů severovýchodně od Lanškrouna v okrese Ústí nad Orlicí. Vyhlášena byla na ochranu bohaté lokality bledule jarní (Leucojum vernum) výnosem ministerstva kultury ze dne 14. března 1955. Jedná se o vlhké rašelinné louky s břehovými olšovými porosty. V těsném sousedství se nachází přírodní rezervace Selský les. Výměr rezervace je 7,9 hektarů, nadmořská výška kolem 550 metrů. Průměrné roční srážky 700 mm.